# Emile Ratelband

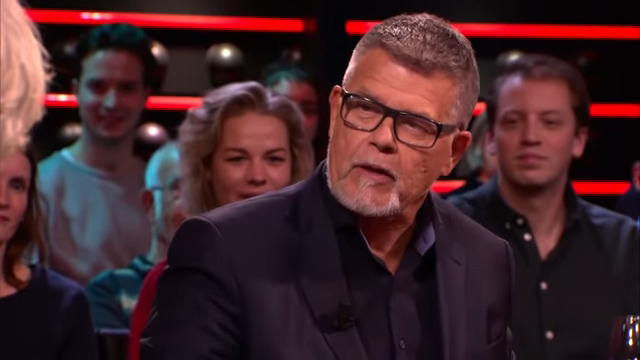
Ratelband in der TV-Show De Wereld Draait Door im Jahr 2018

Emile Albert Rudolf Ratelband (* 11. März 1949 in Arnhem) ist ein niederländischer Motivationstrainer und ehemaliger Politiker der Partei Leefbaar Nederland. Manche verbinden ihn mit seinem Ausruf Tsjakkaa! (deutsch: tschakka).

## Leben
Emile Ratelband ist der Sohn eines Bäckers und einer Krankenschwester chinesisch-indonesischer Herkunft. Er arbeitete als Bäcker, Textilhändler sowie Betreiber einer Poffertjes-Kette und lernte auf der Expo 86  in  Vancouver Anthony Robbins’ Buch Unlimited Power und damit Neuro-Linguistisches Programmieren (NLP) kennen. Ratelband war danach mit NLP-Kursen in den Niederlanden erfolgreich.
Von Oktober 1998 bis zur Einstellung im März 1999 moderierte Ratelband 13 Folgen der Sendung Tsjakkaa! Du schaffst es auf RTL 2. Bis 2016 veröffentlichte er zwölf Bücher. Er sprach das Intro des Albums NLP der Berliner Rap-Crew M.O.R. um Kool Savas.
2018 verklagte Ratelband die Gemeinde Arnhem, sein Geburtsjahr standesamtlich von 1949 auf 1969 zu ändern. Dies entspreche seinem körperlichen Zustand, und eine standesamtliche Änderung des Namens und des Geschlechts im Geburtenbuch sei ja auch statthaft. Außerdem müsse er mit dem Geburtsjahr 1949 Altersdiskriminierung befürchten. Die Rechtsbank von Gelderland wies die Klage am 3. Dezember 2018 in erster Instanz als unbegründet zurück.
Ratelband hat sieben Kinder aus drei Beziehungen.

## Schriften
- Maak van geluk een gewoonte. Ratelband Instituut Nederland, 1994, ISBN 978-90-6010-851-2.
- Tsjakkaa! : NLP, de nieuwe doe techniek. Stichting GVMedia, 1995, ISBN 978-90-5599-082-5.
  - Tsjakkaa! Econ, 1998, ISBN 978-3-612-26720-7.
- Der Feuerläufer Econ, 1996, ISBN 978-3-612-26661-3.
  - På glødene kul : sådan kan du alt hvad du vil. Borgen, 1997, ISBN 87-21-00684-9 (Dänische Übersetzung).
- Het geheim in jezelf. Stichting GVMedia, 1997, ISBN 90-5599-051-5.
- Werkelijkheid is illusie : een handleiding tot verandering. Stichting GVMedia, 1998, ISBN 978-90-5599-031-3.
- Hoe vind ik mijn lief : en krijg & houd ik hem. Andromeda, 2000, ISBN 978-90-5599-100-6.
- Somatology. Ratelband Research Institute, 2008, ISBN 978-90-5599-222-5.
- mit anderen: Eintopf für´s Leben : Lebensweisheiten motivierter Menschen für ein besseres Leben. Moneylive, Oldenburg 2011.
- Die Chili-Strategie : 30 feurige Anregungen für ein motivierteres Leben. Moneylive, Oldenburg 2013.
- Life is great and most of the time it sucks. NAU, 2015, ISBN 978-94-91535-32-1.
- Eindelijk had liefde een naam : mijn elf maanden met Gitta. Ratelband Instituut Nederland, 2015.
- Bodylogics : de logica van het lichaam : de nieuwe manier om anders naar de mens te kijken. Ratelband Instituut Nederland, 2017.

## Sekundärliteratur
- Uwe Kanning: Wie Sie garantiert nicht erfolgreich werden! Dem Phänomen der Erfolgsgurus auf der Spur. Pabst, Lengerich 2007, ISBN 978-3-89967-388-3.